# آژانس محیط زیست
آژانس محیط زیست (به انگلیسی: Environment Agency) یک نهاد عمومی غیرسازمانی است که در سال ۱۹۹۵ تأسیس شد و توسط وزارت محیط زیست، غذا و امور روستایی دولت بریتانیا (DEFRA) حمایت می‌شود، با مسئولیت‌های مربوط به حفاظت و بهبود محیط زیست در انگلستان (و تا سال ۲۰۱۳ نیز ولز).
آژانس محیط زیست مستقر در بریستول، مسئول مدیریت سیل، تنظیم آلودگی زمین و آب، و حفاظت است.
هدف اعلام شده آژانس محیط زیست "حفاظت یا ارتقای محیط زیست به عنوان یک کل" به منظور ارتقای "هدف دستیابی به توسعه پایدار " است (برگرفته از قانون محیط زیست ۱۹۹۵، بخش ۴). حفاظت از محیط زیست با تهدیدهایی مانند سیل و آلودگی مرتبط است. چشم‌انداز آژانس "یک محیط غنی، سالم و متنوع برای نسل‌های کنونی و آینده" است.

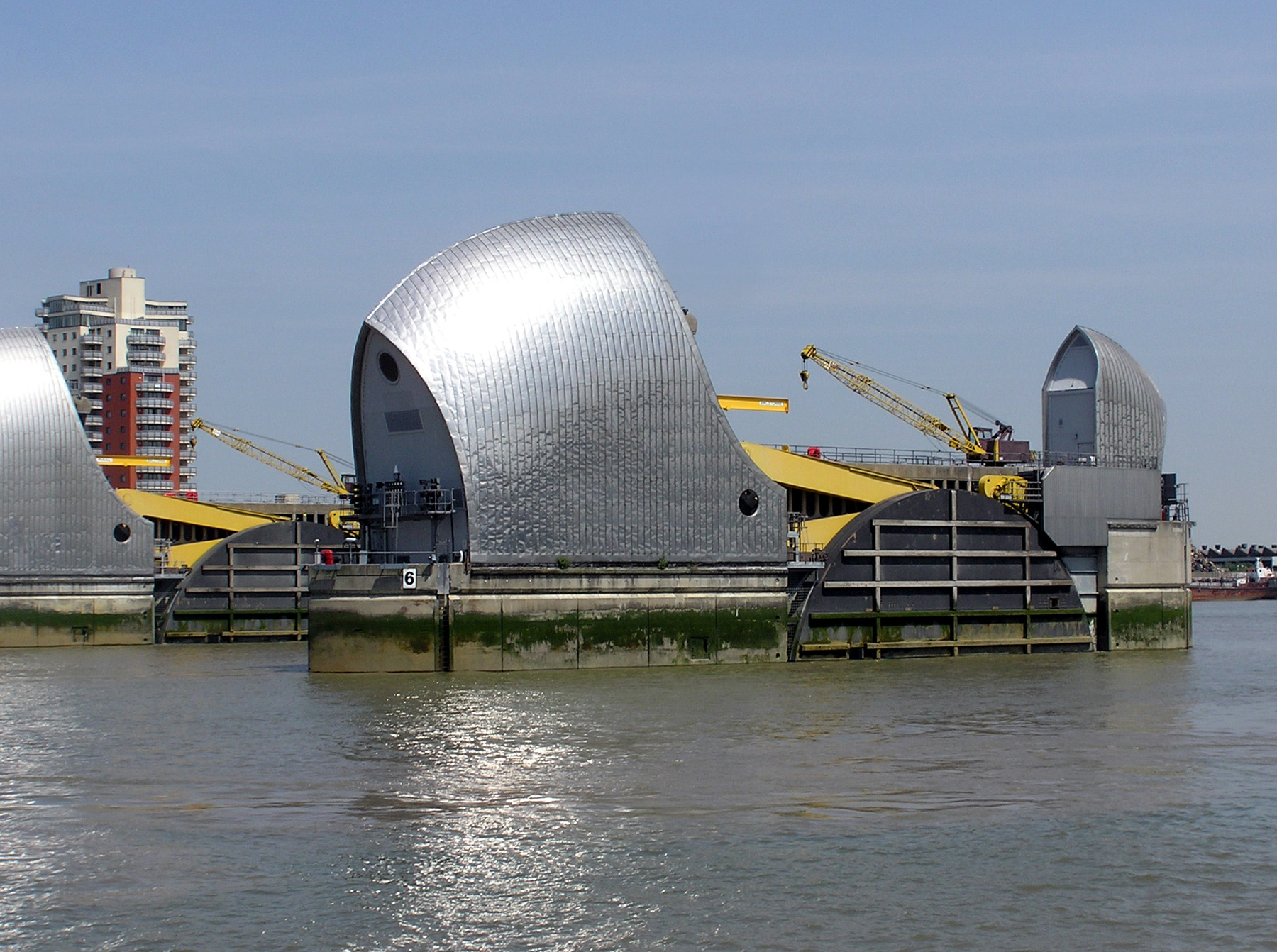
سد تیمز یکی از تأسیسات مدیریت خطر سیل است که توسط آژانس محیط زیست اداره می‌شود